# Ion Emanuel Florescu
Ion (Ioan) Emanuel (Emanoil) Florescu (ur. 7 sierpnia 1819, zm. 10 maja 1893) – rumuński generał i polityk, dwukrotny premier Rumunii.
Po ukończeniu Kolegium św. Sawy w Bukareszcie w 1833 zaciągnął się do armii Wołoszczyzny. Po dojściu do stopnia podporucznika, w 1836 został wysłany na studia do École spéciale militaire de Saint-Cyr we Francji. W latach 1842-1848 był adiutantem hospodara Jerzego Bibescu. W 1849 brał udział w tłumieniu przez wojsko rosyjskie Wiosny Ludów nw Węgrzech. W wojnie krymskiej ponownie służył w wojsku rosyjskim w stopniu pułkownika jako adiutant generała Aleksandra Lüdersa.
Po zjednoczeniu Mołdawii z Wołoszczyzną, trzykrotnie pełnił funkcję ministra wojny (1859-1860, 1862-1863 i 1871-1876). Z dniem 1 stycznia 1860 został awansowany do stopnia generała brygady, a 8 kwietnia 1873 - generała dywizji. Od maja do sierpnia 1860 i w latach 1864-1866 stał na czele rumuńskiego Sztabu Generalnego. Zajmował stanowisko premiera Rumunii przez krótki czas w 1876 roku (od 17 kwietnia do 6 maja), jak również w 1891 roku (od 2 marca do 29 grudnia). W pierwszym z tych dwóch przypadków kierował także resortem spraw wewnętrznych, podobnie jak w latach 1865-1866. Od 1888 do 1889 i od 1890-1891 był przewodniczącym rumuńskiego Senatu. Należał do przywódców Partii Konserwatywnej i Partii Konserwatywno-Liberalnej.
Doradzał w sprawach wojskowych Aleksandrowi Janowi Cuzie i Karolowi I. Położył duże zasługi dla połączenia armii Mołdawii i Wołoszczyzny, ujednolicenia ich regulaminów i uchwalenia w 1872 ustawy o siłach zbrojnych zjednoczonych księstw. Doprowadził do powstania centralnego arsenału w 1861, pierwszych manewrów armii rumuńskiej na dużą skalę i podziału kraju na trzy okręgi wojskowe. Wyposażył rumuńską artylerię w nowoczesne armaty niemieckiego koncernu Kruppa. Brał udział w planowaniu wyzwolenia Siedmiogrodu spod władzy Austro-Węgier. Był autorem książek z zakresu teorii i historii wojskowości oraz budowy fortyfikacji.
W 1867 został prezesem Rumuńskiego Towarzystwa Oświaty Ludowej (Societăţii pentru Învăţătura Poporului Român). W 1888 znalazł się wśród członków założycieli Rumuńskiego Ateneum.
W 1924 otrzymał czterokrotne nadanie polskiego Krzyża Walecznych.